# Grevskabet Schwerin
Grevskabet Schwerin blev skabt i 1161, dvs. året efter at Henrik Løve havde erobret den vendiske borg Schwerin. Han forlenede ridderen Gunzelin af Hagen med området, og denne sikrede sig herredømmet i løbet af de følgende år. Områderne Wittenburg og Boizenburg fra det tidligere grevskab Ratzeburg blev tilføjet, da den danske overhøjhed over disse områder ophørte i 1203 eller 1204.
I året 1227 blev grevskabet Schwerin atter et saksisk len, og tre år senere blev grænsen til naboområdet Mecklenburg fastlagt ved en traktat.
Den ældre linje af de schwerinske grever uddøde i 1344, og den yngre linje i Wittenburg var fra 1357 ligeledes uden mandlige arvinger. Forsøget på at beholde familiens besiddelser via den yngre bror, Nicholaus I, der havde giftet sig til grevskabet Tecklenburg, mislykkedes i 1358, da presset fra hertugerne af Mecklenburg blev for stærkt. Han solgte besiddelserne til disse naboer, og grevskabet Schwerin var fra da af og indtil afslutningen på monarkiet i 1918 en del af de mecklenburgske hertugers (senere: storhertugers) domæne. De kaldte sig derfor også grever af Schwerin.